# Daniel Dantas
Daniel Tunes Dantas (Rio de Janeiro, 28 de junho de 1954) é um ator brasileiro.

## Carreira
Iniciou sua carreira no teatro, em 1975, como integrante do grupo Asdrúbal Trouxe o Trombone, na peça "O Inspetor Geral", de Nicolai Gogol.
Nos anos 1980, integrou o grupo teatral Pessoal do Despertar.
Entre as peças encenadas, destacam-se: "O Homem Sem Qualidades", de Robert Musil, com direção de Bia Lessa; "Noite de Reis", de William Shakespeare, com direção de Amir Haddad; "Coração Brasileiro", com direção de Flávio Marinho, "Tio Vânia", de Anton Tchekov, direção de Aderbal Freire Filho; "Você Nunca Amou Alguém Tanto Assim", dirigida por Mauro Mendonça Filho; e "Macbeth" de William Shakespeare, com direção de Aderbal Freire Filho.
Em 1991, recebeu o Prêmio Molière de Melhor Ator pela atuação na peça teatral "Baile de Máscaras".
Na televisão, começou atuando na telenovela "Chega Mais", em 1980, da Rede Globo.
Já fez o mesmo personagem do ator Cássio Gabus Mendes na novela "Um Anjo Caiu do Céu". Na televisão trabalhava constantemente com o autor Gilberto Braga e com o diretor Dennis Carvalho.
Em 2016, Daniel Dantas estava em cartaz no teatro com a peça O Amor no Divã, junto com Fernanda Paes Leme.
Em 2017, Daniel Dantas é escalado para “Malhação – Vidas Brasileiras”.

## Vida pessoal
Daniel é filho do também ator Nelson Dantas e foi casado com a atriz Zezé Polessa com quem tem um filho chamado João Dantas. Em 19 de março de 2006, Nelson Dantas faleceu vítima de parada cardiorrespiratória. Em 2019, começou a namorar com a atriz Letícia Sabatella.

## Filmografia

### Televisão
| Ano     | Trabalho/Obra               | Personagem                                              | Notas                                                        |
| ------- | --------------------------- | ------------------------------------------------------- | ------------------------------------------------------------ |
| 1980    | Chega Mais                  | Tadeu Maia (Tatá)                                       |                                                              |
| 1980    | Caso Especial               | Caveira                                                 | Episódio: "Romeu e Julieta"                                  |
| 1981    | O Amor É Nosso              | Ivo Pereira Talarico                                    |                                                              |
| 1982    | Quem Ama Não Mata           | Francisco Guedes (Chico)                                |                                                              |
| 1984    | Rabo de Saia                | Luís Augusto da Silva (Compadre Lula)                   |                                                              |
| 1985    | O Tempo e o Vento           | Bolívar Terra Cambará                                   |                                                              |
| 1985    | Tenda dos Milagres          | Astério dos Santos                                      |                                                              |
| 1986    | Sinhá Moça                  | Ricardo Garcia Fontes                                   |                                                              |
| 1987    | Mandala                     | Otávio Mendes Jordão                                    |                                                              |
| 1988    | Olho por Olho               | Lucas Macall                                            |                                                              |
| 1990    | Brasileiras e Brasileiros   | Orlando Costa                                           |                                                              |
| 1990    | A, E, I, O... Urca          | Nelson Camargo Alencar                                  |                                                              |
| 1991    | O Dono do Mundo             | Júlio Dumont                                            |                                                              |
| 1992    | Você Decide                 | Neto                                                    | Episódio: "A Armadilha do Destino"                           |
| 1992    | Você Decide                 | Roberto                                                 | Episódio: "Compulsão"                                        |
| 1992    | As Noivas de Copacabana     | Justino Moraes                                          |                                                              |
| 1993    | Mulheres de Areia           | Breno Soares de Azevedo                                 |                                                              |
| 1993    | Você Decide                 | Rafael                                                  | Episódio: "A Chance de Ouro"                                 |
| 1994    | 74.5: Uma Onda no Ar        | Carlos Eduardo da Silva (Dudu)                          |                                                              |
| 1994    | Quatro por Quatro           | Celso Herrera Franco                                    |                                                              |
| 1995    | Explode Coração             | Tadeu Müller Arantes                                    |                                                              |
| 1995    | Você Decide                 | —                                                       | Episódio: "A Adoção"                                         |
| 1995    | Malhação                    | Marcos Ferreira da Silva                                |                                                              |
| 1996    | A Comédia da Vida Privada   | Vários personagens                                      |                                                              |
| 1997    | Anjo Mau                    | Tadeu Fachini                                           |                                                              |
| 1998    | Labirinto                   | Inspetor Urbano Fonseca                                 |                                                              |
| 1998    | Você Decide                 | Flávio Luís Severo                                      | Episódio: "O Flagrante"                                      |
| 1998    | Você Decide                 | —                                                       | Episódio: "Além do Jardim"                                   |
| 1998    | Mulher                      | Rubens                                                  | Episódio: "A Hora da Verdade"                                |
| 1999    | Força de um Desejo          | Bartolomeu Xavier                                       |                                                              |
| 1999    | Você Decide                 | Seu Quequé                                              | Episódio: "O Califa de Caruarú"                              |
| 2000    | Você Decide                 | Braguinha                                               | Episódio: "Mania de Casar"                                   |
| 2001    | Brava Gente                 | Edu                                                     | Episódio: "A Grã Fina de Copacabana"                         |
| 2001    | Um Anjo Caiu do Céu         | Selmo de Windsor / Zeca de Santa Teresa / Telmo Martins |                                                              |
| 2001    | Os Normais                  | Zeca                                                    | Episódio: "Cair na Rotina É Normal"                          |
| 2002    | Os Normais                  | Jorge                                                   | Episódio: "Tudo Normal Como Antes"                           |
| 2002    | Sabor da Paixão             | Edgar Reis                                              |                                                              |
| 2002    | A Grande Família            | Heitor                                                  | Episódio: "Cada Caso É Um Caso"                              |
| 2003    | Celebridade                 | Ademar Sampaio                                          |                                                              |
| 2004    | Sob Nova Direção            | Augusto                                                 | Episódio: "Arigatô"                                          |
| 2004    | Os Aspones                  | Rogério Agripino Magalhães Neto                         | Episódio: "Grande Dia"                                       |
| 2004    | Começar de Novo             | Wagner Aguiar Leme                                      | Episódios: "16–24 de dezembro"                               |
| 2004    | A Diarista                  | Duba                                                    | Episódio:"Dó Ré Hippie"                                      |
| 2004    | Histórias de Cama & Mesa    | LM                                                      | Especial de fim de ano                                       |
| 2005    | Cidade dos Homens           | Ele mesmo                                               | Episódio: "Em Algum Lugar do Futuro"                         |
| 2005    | A Diarista                  | Reinaldo                                                | Episódio: "Aquele do parto"                                  |
| 2005    | Hoje É Dia de Maria         | Boneco/ Soldado Desertor/ Policial                      |                                                              |
| 2005    | Mandrake                    | Bruno Machado (Baby)                                    | Episódio: "A Cidade Não É Aquilo Que Se Vê do Pão de Açúcar" |
| 2006    | JK                          | Dr. Raul Guedes                                         | Episódios: "10–24 de março"                                  |
| 2006    | A Grande Família            | Marcos                                                  | Episódio: "Nunca Houve Uma Mulher Como Gilda"                |
| 2007    | Paraíso Tropical            | Heitor Schneider                                        |                                                              |
| 2008    | Ciranda de Pedra            | Natércio Toledo Silva Prado                             |                                                              |
| 2009–11 | Aline                       | José da Silva Cândido (Zé)                              |                                                              |
| 2009    | Som & Fúria                 | Henrique Amado                                          |                                                              |
| 2011    | O Astro                     | Inspetor Eustáquio Novaes                               |                                                              |
| 2012    | Cheias de Charme            | Sidney Monteiro                                         |                                                              |
| 2013    | Sangue Bom                  | Gilson Rabello                                          |                                                              |
| 2014    | Boogie Oogie                | Elísio Miranda Romão                                    |                                                              |
| 2015    | Mister Brau                 | Dr. Antônio Carlos Menezes                              |                                                              |
| 2017    | Novo Mundo                  | Padre Olinto /Comandante Maximiliano de Souza           |                                                              |
| 2017    | Pega Pega                   | Juiz Guilherme Silveira                                 | Episódios: "29 de dezembro–08 de janeiro"                    |
| 2018    | Malhação: Vidas Brasileiras | Jairo Kavaco                                            |                                                              |
| 2018    | Pais de Primeira            | Augusto Zanini                                          |                                                              |
| 2021    | Um Lugar ao Sol             | Túlio Mourão                                            |                                                              |
| 2023    | Rio Connection              | Sr. Guimarães                                           |                                                              |
| 2024    | Turma da Mônica - Origens   | Cebolácio Menezes da Silva Júnior (Sr. Cebola)          |                                                              |

### Cinema
| Ano  | Título                                      | Personagem                                            |
| ---- | ------------------------------------------- | ----------------------------------------------------- |
| 1978 | Tudo Bem                                    | Amigo de José                                         |
| 1981 | Engraçadinha                                |                                                       |
| 1982 | O Sonho não Acabou                          |                                                       |
| 1987 | Fonte da Saudade                            | dr. João Batista                                      |
| 1987 | Sonho de Valsa                              |                                                       |
| 1995 | Jenipapo                                    | Editor do Brazilian Tribune                           |
| 1997 | Pequeno Dicionário Amoroso                  | Gabriel                                               |
| 1997 | O Homem Nu                                  | Mendonça                                              |
| 1998 | Traição                                     | Geraldo                                               |
| 2000 | Cronicamente Inviável                       | Carlos                                                |
| 2000 | Coração Brasileiro                          | Jonas                                                 |
| 2002 | Lost Zweig                                  | Lauro Pontes                                          |
| 2005 | O Vestido                                   | Fausto                                                |
| 2007 | Caixa Dois                                  | Roberto Barbosa                                       |
| 2009 | Histórias de Amor Duram Apenas 90 Minutos   | Humberto                                              |
| 2009 | Os Normais 2 - A Noite mais Maluca de Todas | Yuri Nei                                              |
| 2009 | Ouro Negro - A Saga do Petróleo Brasileiro  | Inocêncio Amorim                                      |
| 2010 | Sonhos Roubados                             | Tio Peri                                              |
| 2010 | Eu e Meu Guarda-Chuva                       | Barão Von Staffen                                     |
| 2014 | Getúlio                                     | Afonso Arinos de Melo Franco (Deputado Afonso Arinos) |
| 2015 | Pequeno Dicionário Amoroso 2                | Gabriel                                               |
| 2016 | Barata Ribeiro, 716                         | Pai do Felipe                                         |
| 2016 | O Amor no Divã                              | José Stein                                            |
| 2017 | Rúcula Com Tomate Seco                      | Dr. Marcos Antônio                                    |
| 2024 | Eu Sou Maria                                | Prof. Gilberto                                        |
| 2024 | Perfekta, Uma Aventura da Escola de Gênios  | Beethoven                                             |
| 2024 | Ainda Estou Aqui                            | Raul Ryff                                             |

## Teatro
Dentre as peças que compõem a carreira do ator, destacam-se:
- O Homem Sem Qualidades
- Noite de Reis
- Coração Brasileiro
- Tio Vânia
- Você Nunca Amou Alguém Tanto Assim
- Macbeth
- Baile de Máscara
- Quem Tem Medo de Virgínia Woolf?
- O Amor no Divã
- O Inoportuno

## Prêmios e indicações
| Ano  | Prêmio                                           | Categoria                     | Nomeação                         | Resultado | Ref    |
| ---- | ------------------------------------------------ | ----------------------------- | -------------------------------- | --------- | ------ |
| 1991 | Prêmio Molière                                   | Melhor Ator                   | Baile de Máscaras                | Venceu    | [ 15 ] |
| 1999 | Troféu Calunga do Cine PE – Festival Audiovisual | Melhor Ator                   | Traição                          | Venceu    | [ 16 ] |
| 2000 | Grande Prêmio do Cinema Brasileiro               | Melhor Ator                   | Traição                          | Indicado  | [ 16 ] |
| 2008 | Prêmio Contigo! de TV                            | Melhor Ator Coadjuvante       | Paraíso Tropical                 | Indicado  | [ 17 ] |
| 2008 | Prêmio Arte Qualidade Brasil                     | Melhor Ator de Televisão      | Ciranda de Pedra                 | Indicado  | [ 16 ] |
| 2008 | Prêmio Extra de Televisão                        | Melhor Ator                   | Ciranda de Pedra                 | Indicado  | [ 18 ] |
| 2011 | Prêmio Contigo! de Cinema Nacional               | Melhor Ator Coadjuvante       | Eu e Meu Guarda-Chuva            | Indicado  | [ 16 ] |
| 2014 | Prêmio Cenym de Teatro                           | Melhor Ator                   | Quem Tem Medo de Virgínia Woolf? | Indicado  |        |
| 2014 | Prêmio Shell                                     | Melhor Ator                   | Quem Tem Medo de Virgínia Woolf? | Indicado  | [ 19 ] |
| 2018 | Prêmio APTR de Teatro                            | Melhor Ator Protagonista      | O Inoportuno                     | Indicado  | [ 20 ] |
| 2019 | Prêmio Cesgranrio de Teatro                      | Melhor Ator                   | O Inoportuno                     | Venceu    | [ 20 ] |
| 2021 | Prêmio Bibi Ferreira                             | Melhor Ator em Peça de Teatro | O Inoportuno                     | Indicado  |        |